# Yellowjackets (Fernsehserie)
Yellowjackets ist eine US-amerikanische Survival- und Dramaserie mit Mystery- und Horrorelementen, die vom US-Pay-TV-Sender Showtime produziert wird. Die Serie verfolgt den Überlebenskampf einer Gruppe Jugendlicher nach einem Flugzeugabsturz im Jahr 1996 sowie das Leben der Überlebenden 25 Jahre später im Jahr 2021. Die zweite Staffel startete am 26. März 2023, die dritte Staffel startete am 14. Februar 2025.

## Handlung
Im Jahr 1996 fliegt eine High-School-Fußballmannschaft von New Jersey nach Seattle. Über Kanada stürzt das Flugzeug in der Wildnis ab und die überlebenden Spielerinnen müssen gemeinsam 19 Monate überleben.
Parallel wird das Leben der Überlebenden in der Gegenwart (2021) gezeigt.

## Besetzung und Synchronisation
Die Synchronisation der Serie wurde bei der Cinephon Filmproduktions GmbH in Berlin nach einem Dialogbuch von Anne-Kristin Jahn unter der Dialogregie von Christoph Seeger erstellt.
|                             | 1996               | 1996              | 2021            | 2021             |
| Rolle                       | Schauspieler       | Synchronsprecher  | Schauspieler    | Synchronsprecher |
| --------------------------- | ------------------ | ----------------- | --------------- | ---------------- |
| Shauna Shipman / Sadecki    | Sophie Nélisse     | Vivien Gilbert    | Melanie Lynskey | Cathlen Gawlich  |
| Taissa „Tai“ Turner         | Jasmin Savoy Brown | Marie Hinze       | Tawny Cypress   | Melanie Hinze    |
| Misty Quigley               | Samantha Hanratty  | Amelie Plaas-Link | Christina Ricci | Sonja Spuhl      |
| Natalie „Nat“ Scatorccio    | Sophie Thatcher    | Jodie Blank       | Juliette Lewis  | Bettina Weiß     |
| Jackie Taylor               | Ella Purnell       | Ronja Peters      |                 |                  |
| Ben Scott                   | Steven Krueger     | Arne Stephan      |                 |                  |
| Jeff Sadecki                |                    |                   | Warren Kole     | Julien Haggège   |
| Laura Lee                   | Jane Widdop        | Daniela Molina    |                 |                  |
| Vanessa „Van“ Palmer        | Liv Hewson         | Birte Baumgardt   | Lauren Ambrose  | Magdalena Helmig |
| Charlotte „Lottie“ Matthews | Courtney Eaton     | Olivia Büschken   | Simone Kessell  | Meike Finck      |

## Episodenliste

### Staffel 1
| Nr. (ges.) | Nr. (St.) | Deutscher Titel          | Originaltitel            | Erstausstrahlung USA | Deutschsprachige Erstausstrahlung (D) | Regie                    | Drehbuch                                     | Zuschauer (USA) |
| ---------- | --------- | ------------------------ | ------------------------ | -------------------- | ------------------------------------- | ------------------------ | -------------------------------------------- | --------------- |
| 1          | 1         | Was geschah da draußen?  | Pilot                    | 14. Nov. 2021        | 28. Dez. 2021                         | Karyn Kusama             | Ashley Lyle & Bart Nickerson                 | 0,246 Mio.      |
| 2          | 2         | Fortissimo               | F Sharp                  | 21. Nov. 2021        | 28. Dez. 2021                         | Jamie Travis             | Jonathan Lisco, Ashley Lyle & Bart Nickerson | 0,162 Mio.      |
| 3          | 3         | Das Puppenhaus           | The Dollhouse            | 28. Nov. 2021        | 4. Jan. 2022                          | Eva Sørhaug              | Sarah L. Thompson                            | 0,210 Mio.      |
| 4          | 4         | Druck                    | Bear Down                | 5. Dez. 2021         | 4. Jan. 2022                          | Deepa Mehta              | Liz Phang                                    | 0,160 Mio.      |
| 5          | 5         | Blut                     | Blood Hive               | 12. Dez. 2021        | 11. Jan. 2022                         | Eva Sørhaug              | Ameni Rozsa                                  | 0,295 Mio.      |
| 6          | 6         | Der Heilige Geist        | Saints                   | 19. Dez. 2021        | 11. Jan. 2022                         | Bille Woodruff           | Chantelle M. Wells                           | 0,289 Mio.      |
| 7          | 7         | Ohne Kompass             | No Compass               | 26. Dez. 2021        | 18. Jan. 2022                         | Eva Sørhaug              | Katherine Kearns                             | 0,327 Mio.      |
| 8          | 8         | Hummelflug               | Flight of the Bumblebee  | 2. Jan. 2022         | 18. Jan. 2022                         | Ariel Kleiman            | Cameron Brent Johnson & Liz Phang            | 0,311 Mio.      |
| 9          | 9         | Doomcoming               | Doomcoming               | 9. Jan. 2022         | 25. Jan. 2022                         | Daisy von Scherler Mayer | Ameni Rozsa & Sarah L. Thompson              | 0,419 Mio.      |
| 10         | 10        | Sic Transit Gloria Mundi | Sic Transit Gloria Mundi | 16. Jan. 2022        | 25. Jan. 2022                         | Eduardo Sánchez          | Ashley Lyle & Bart Nickerson                 | 0,333 Mio.      |

### Staffel 2
| Nr. (ges.) | Nr. (St.) | Deutscher Titel               | Originaltitel               | Erstveröffentlichung USA | Deutschsprachige Erstveröffentlichung (D) | Regie                    | Drehbuch                             | Zuschauer (USA) |
| ---------- | --------- | ----------------------------- | --------------------------- | ------------------------ | ----------------------------------------- | ------------------------ | ------------------------------------ | --------------- |
| 11         | 1         | Mitbürger, Freunde, Römer     | Friends, Romans, Countrymen | 26. März 2023            | 24. März 2023                             | Scherler Mayer           | Ashley Lyle & Bart Nickerson         | 0,226 Mio.      |
| 12         | 2         | Edible-Komplex                | Edible Complex              | 2. Apr. 2023             | 31. März 2023                             | Ben Semanoff             | Jonathan Lisco                       | –               |
| 13         | 3         | Digestif                      | Digestif                    | 9. Apr. 2023             | 7. Apr. 2023                              | Jeffrey W. Byrd          | Sarah L. Thompson & Ameni Rozsa      | 0,210 Mio.      |
| 14         | 4         | Alte Wunden                   | Old Wounds                  | 16. Apr. 2023            | 14. Apr. 2023                             | Scott Winant             | Julia Bicknell & Liz Phang           | 0,226 Mio.      |
| 15         | 5         | Zwei Wahrheiten und eine Lüge | Two Truths and a Lie        | 23. Apr. 2023            | 21. Apr. 2023                             | Ben Semanoff             | Katherine Kearns & Sarah L. Thompson | 0,163 Mio.      |
| 16         | 6         | Qui                           | Qui                         | 7. Mai 2023              | 5. Mai 2023                               | Liz Garbus               | Karen Joseph Adcock & Ameni Rozsa    | 0,158 Mio.      |
| 17         | 7         | Beerdigung                    | Burial                      | 14. Mai 2023             | 12. Mai 2023                              | Anya Adams               | Julia Bicknell & Elise Brown         | 0,165 Mio.      |
| 18         | 8         | Es wählt                      | It Chooses                  | 21. Mai 2023             | 19. Mai 2023                              | Daisy von Scherler Mayer | Rich Monahan                         | 0,143 Mio.      |
| 19         | 9         | Geschichten erzählen          | Storytelling                | 28. Mai 2023             | 26. Mai 2023                              | Karyn Kusam              | Sarah L. Thompson & Liz Phang        | 0,134 Mio.      |

### Staffel 3
| Nr. (ges.) | Nr. (St.) | Deutscher Titel                                  | Originaltitel                     | Erstveröffentlichung USA | Deutschsprachige Erstveröffentlichung (D) | Regie             | Drehbuch                                      | Zuschauer (USA) |
| ---------- | --------- | ------------------------------------------------ | --------------------------------- | ------------------------ | ----------------------------------------- | ----------------- | --------------------------------------------- | --------------- |
| 20         | 1         | Es und das Mädchen                               | It Girl                           | 14. Feb. 2025            | 14. Feb. 2025                             | Bart Nickerson    | Jonathan Lisco & Ashley Lyle & Bart Nickerson | 0,092 Mio.      |
| 21         | 2         | Ausgerenkt                                       | Dislocation                       | 14. Feb. 2025            | 14. Feb. 2025                             | Bille Woodruff    | Rich Monahan & Ameni Rozsa                    | 0,071 Mio.      |
| 22         | 3         | Es sind die Bremsen                              | Them's the Brakes                 | 21. Feb. 2025            | 21. Feb. 2025                             | Jonathan Lisco    | Jonathan Lisco & Ashley Lyle & Bart Nickerson | 0,079 Mio.      |
| 23         | 4         | Zwölf zornige Mädchen und ein betrunkener Travis | 12 Angry Girls and 1 Drunk Travis | 28. Feb. 2025            | 28. Feb. 2025                             | Jennifer Morrison | Julia Bicknell & Terry Wesley                 | 0,058 Mio.      |
| 24         | 5         | Hat Tai das getan?                               | Did Tai Do That?                  | 7. März 2025             | 7. März 2025                              | Jeffrey W. Byrd   | Sarah L. Thompson & Elise Brown               | 0,058 Mio.      |
| 25         | 6         | Erntedank in Kanada                              | Thanksgiving (Canada)             | 14. März 2025            | 14. März 2025                             | Pete Chatmon      | Libby Hill & Emily St. James                  | -               |
| 26         | 7         | Quak                                             | Croak                             | 21. März 2025            | 21. März 2025                             | Jennifer Morrison | Alisha Brophy & Ameni Rozsa                   | 0,068 Mio.      |
| 27         | 8         | Ein normales, langweiliges Leben                 | A Normal, Boring Life             | 28. März 2025            | 28. März 2025                             | Anya Adams        | Julia Bicknell                                | 0,094 Mio.      |
| 28         | 9         | Wie die Geschichte endet                         | How the Story Ends                | 4. Apr. 2025             | 4. Apr. 2025                              | Ben Semanoff      | Sarah L. Thompson                             | 0,095 Mio.      |
| 29         | 10        | Der Kreis schließt sich                          | Full Circle                       | 13. Apr. 2025            | 13. Apr. 2025                             | Bert Nickerson    | Ameni Rozsa                                   | 0,125 Mio.      |